# 阿凱因區
54°31′03″N 69°25′06″E / 54.517488°N 69.418262°E

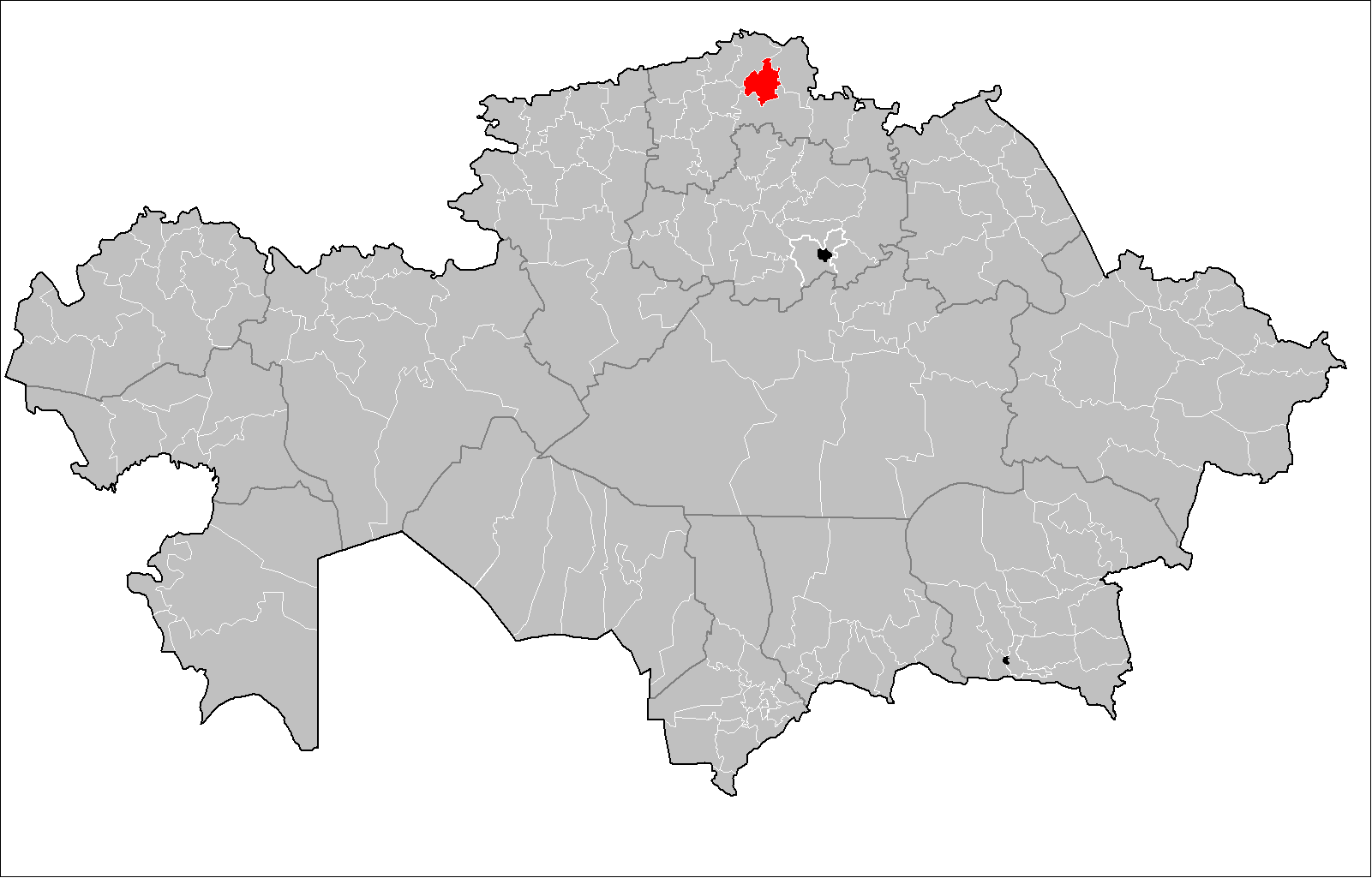

阿凱因區是哈薩克斯坦的行政區，位於該國北部，由北哈薩克斯坦州負責管轄，首府設於斯米爾諾沃，始建於1928年，面積4,710平方公里，2019年人口18,972。